# Carla Touly
Carla Touly (* 30. August 1996) ist eine französische Tennisspielerin.

## Karriere
Touly begann mit fünf Jahren das Tennisspielen und spielt vorrangig Turniere der ITF Women’s World Tennis Tour, auf der sie bislang acht Titel im Doppel gewonnen hat.
Ihr erstes Profiturnier spielte Touly im Januar 2012 in Andrézieux-Bouthéon.
2013 erhielt sie eine Wildcard für die Juniorinnenwettbewerbe der French Open, wo sie sowohl im Einzel, als auch im Doppel antrat, in beiden Wettbewerben aber bereits in der ersten Runde ausschied. Im November erreichte sie das Halbfinale des mit 10.000 US-Dollar dotierten Turniers in Manchester.
2014 spielte sie die Open GDF Suez 42 2014, wo sie in der ersten Runde Cindy Burger mit 4:6 und 2:6 unterlag. 2015 rückte sie als Lucky Loser ins Hauptfeld der Lorraine Open 88, wo sie ebenfalls in der ersten Runde gegen Rebecca Šramková in drei Sätzen verlor. Im April erreichte sie das Doppel-Finale von Bol, im Juli das Doppel-Finale von Les Contamines-Montjoie.
2016 erhielt sie wiederum eine Wildcard für das Hauptfeld der Engie Open Métropole 42, wo sie der ebenfalls mit einer Wildcard gestarteten Landsfrau Caroline Romeo mit 2:6 und 4:6 unterlag.
Ihr bislang letztes internationale Turnier spielte Touly im März 2020. Sie wird daher nicht mehr in der Weltrangliste geführt.

## Turniersiege

### Doppel
| Nr. | Datum              | Turnier                  | Kategorie   | Belag             | Partnerin               | Finalgegnerinnen                                | Ergebnis          |
| --- | ------------------ | ------------------------ | ----------- | ----------------- | ----------------------- | ----------------------------------------------- | ----------------- |
| 1.  | 26. Juli 2014      | Les Contamines-Montjoie  | ITF $10.000 | Hartplatz         | Aliona Bolsova Zadoinov | Sara Castellano Chiara Quattrone                | 6:1, 6:1          |
| 2.  | 16. Mai 2015       | Santa Margherita di Pula | ITF $10.000 | Sand              | Beatrice Lombardo       | Marcella Cucca Verena Meliss                    | 6:3, 6:0          |
| 3.  | 30. Mai 2015       | Antalya                  | ITF $10.000 | Hartplatz         | Francesca Palmigiano    | Irina Maria Bara Tea Faber                      | 6:4, 6:0          |
| 4.  | 28. August 2015    | Caslano                  | ITF $10.000 | Sand              | Eva Wacanno             | Chiara Grimm Nina Stadler                       | 3:6, 6:3, [10:5]  |
| 5.  | 12. September 2015 | Santa Margherita di Pula | ITF $10.000 | Sand              | Despina Papamichail     | Nina Stadler Kimberley Zimmermann               | 6:3, 6:4          |
| 6.  | 22. Juni 2019      | Tabarca                  | ITF $15.000 | Sand              | Anna Turati             | Julieta Lara Estable María Paulina Pérez García | 65:7, 7:5, [10:8] |
| 7.  | 5. Oktober 2019    | Andrézieux-Bouthéon      | ITF $15.000 | Hartplatz (Halle) | Valentina Losciale      | Emily Appleton Yuriko Lily Miyazaki             | 7:5, 6:3          |
| 8.  | 9. November 2019   | Monastir                 | ITF $15.000 | Hartplatz         | Angelica Raggi          | Lamis Alhussein Abdel Aziz Celestine Avomo Ella | 3:6, 6:4, [10:7]  |